# 2387 Xi'an
2387 Xi'an је астероид главног астероидног појаса са средњом удаљеношћу од Сунца која износи 3,024 астрономских јединица (АЈ).
Апсолутна магнитуда астероида је 11,3.